# Pseudoepameibaphis tridentatae
Pseudoepameibaphis tridentatae är en insektsart som först beskrevs av Wilson 1915.  Pseudoepameibaphis tridentatae ingår i släktet Pseudoepameibaphis och familjen långrörsbladlöss. Inga underarter finns listade i Catalogue of Life.